# Пашков, Александр Константинович
Алекса́ндр Константи́нович Пашко́в (род. 28 августа 1944, Москва) — советский хоккеист (вратарь), тренер, телекомментатор. Заслуженный мастер спорта СССР (1978).

## Биография
Выступал за команды «Локомотив» Москва (1962—1963), «Крылья Советов» Москва (1963—1967, 1980—1982), ЦСКА (1967—1969), «Динамо» Москва (1969—1974), «Химик» Воскресенск (1974—1980).
Чемпион СССР (1968), второй призёр чемпионата СССР (1972), третий призёр (1974). Победитель хоккейного турнира I зимней Спартакиады народов СССР 1962. В чемпионатах СССР сыграл 506 матчей. Обладатель Кубка СССР (1968, 1972), финалист розыгрыша Кубка СССР (1970). Чемпион мира и Европы (1978). Чемпион зимних Олимпийских игр (1972). В чемпионатах мира и Европы, зимних Олимпийских играх — сыграл 3 матча.
Награждён медалью «За трудовую доблесть» (07.07.1978).
Окончил школу тренеров при Московском областном государственном институте физической культуры (МОГИФК) в 1972 году. В 1987—1992 годах тренер сборной команды СССР, отвечающий за подготовку вратарей. В 1993 году тренер команды «Спартак» (Москва), в 1994—1996 годах — ЦСКА, в 1996—1998 годах — «ХК ЦСКА» (Москва), с августа 1999 года по 2000 год — «Торпедо» (Ярославль), в 2001—2003 годах — «Салават Юлаев» (Уфа), в 2003—2004 годах — «Амур» (Хабаровск).
Работал комментатором на телеканале «Спорт».